# Rodrigo Ruiz
Rodrigo Patricio Ruiz de Barbieri, plus connu sous le nom de Rodrigo Ruiz, né le 10 mai 1972 à Santiago au Chili, est un footballeur international chilien. Il joue au poste de milieu offensif avec le club du Santos Laguna.

## Carrière

### Joueur
- 1992-1994 : Unión Española -  Chili
- 1994-1996 : CF Puebla -  Mexique
- 1996-1999 : Toros Neza -  Mexique
- 1999-2006 : Santos Laguna -  Mexique
- 2007-2008 : UAG Tecos -  Mexique
- 2008-2008 : Tiburones Rojos de Veracruz (prêt) -  Mexique
- 2008-2010 : UAG Tecos -  Mexique
- depuis 2010 : Santos Laguna -  Mexique

### En équipe nationale
7 sélections et 1 but avec le Chili entre 1993 et 2001.

## Palmarès

### En club
- Avec Unión Española :
  - Vainqueur de la Coupe du Chili en 1992 et 1993.

- Avec Santos Laguna :
  - Champion du Mexique en 2001 (Verano).
  - Vainqueur de l'InterLiga en 2004.